# Ortofotomapa

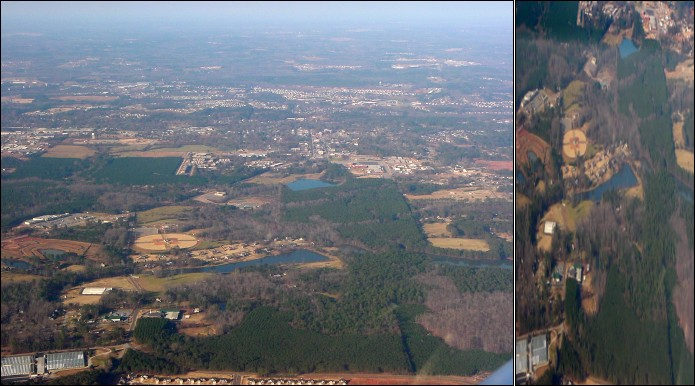
Z lewej - zdjęcie lotnicze. Z prawej zdjęcie to po ortorektyfikacji.

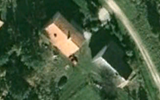
To zdjęcie zostało poprawnie rzutowane na numeryczny model terenu, jednak na poziomie pojedynczego budynku widać, że obiekty są odchylone od pionu. Jest to więc ortofotomapa, ale nie tzw. wierna ortofotomapa.

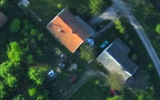
Dzięki wykorzystaniu BSP wykonującego zdjęcia o dużym przekrywaniu poprzecznym i podłużnym, budynek został dokładnie rzutowany na model terenu. W rezultacie powstała tzw. wierna ortofotomapa.

Ortofotomapa, mapa fotograficzna – mapa, której treść przedstawiona jest obrazem aerofotograficznym (zwykle zdjęcia lotnicze lub satelitarne powierzchni ziemskiej) przetworzonym metodą różniczkową oraz przedstawiona w nawiązaniu do układu współrzędnych przyjętego odwzorowania kartograficznego. Inaczej zespół przetworzonych zdjęć lotniczych, dopasowanych do jednolitej skali i wpasowanych na punkty osnowy geodezyjnej (fotogrametrycznej).
Ortofotomapa w przeciwieństwie do zdjęcia lotniczego charakteryzuje się:
- rzutem ortogonalnym (a nie środkowym),
- jednolitą skalą dla całej powierzchni terenu (skali nie mają jednak obiekty wystające ponad powierzchnię terenu np. domy, drzewa).

Ortofotomapa tworzona jest przez:
- orientację wewnętrzną zdjęć, oraz orientację wzajemną i absolutną (aerotriangulacja)
- pozyskanie numerycznego modelu terenu (lub podczytanie z zewnętrznych źródeł)
- ortorektyfikację, czyli korekcję geometryczną zdjęć (zmiana położenia pikseli obrazu wynikająca z deniwelacji i właściwości rzutu środkowego)
- mozaikowanie czyli łączenie ortoobrazów według jakiegoś kroju sekcyjnego
- rasteryzację z treścią wektorową (szczegóły, ramki i opisy pozaramkowe).